# Рендл, Шэрон
Шэ́рон Сью́зан Рендл (англ. Sharon Susan Rendle; 18 июня 1966, Кингстон-апон-Халл) — британская дзюдоистка полулёгкой весовой категории, выступала за сборную Великобритании в середине 1980-х — конце 1990-х годов. Бронзовая призёрка летних Олимпийских игр в Барселоне, двукратная чемпионка мира, дважды чемпионка Европы, победительница многих турниров национального и международного значения. Также известна как тренер по дзюдо.

## Биография
Шэрон Рендл родилась 18 июня 1966 года в городе Кингстон-апон-Халл графства Ист-Райдинг-оф-Йоркшир. Проходила подготовку в клубе единоборств в Гримсби.
Первого серьёзного успеха на взрослом международном уровне добилась в 1986 году, когда попала в основной состав британской национальной сборной и побывала на чемпионате мира в голландском Маастрихте, откуда привезла награду бронзового достоинства, выигранную в полулёгкой весовой категории. Год спустя добавила в послужной список бронзовую медаль, полученную на чемпионате Европы в Париже, и одержала победу на первенстве мира в немецком Эссене. Завоевала золотую медаль на летних Олимпийских играх 1988 года в Сеуле, хотя женское дзюдо было представлено здесь только лишь в качестве показательной дисциплины.
В 1989 году Рендл стала бронзовой призёркой европейского первенства в Хельсинки и чемпионкой мирового первенства в Белграде. В следующем сезоне одолела всех соперниц на чемпионате Европы в немецком Франкфурте-на-Майне, ещё через год на чемпионате мира в Барселоне вынуждена была довольствоваться серебряной наградой. Благодаря череде удачных выступлений удостоилась права защищать честь страны на Олимпийских играх 1992 года в Барселоне, куда женское дзюдо впервые включили в качестве полноценного вида спорта. В шести поединках единственное поражение потерпела на стадии четвертьфиналов от испанки Альмудены Муньос и получила в итоге бронзовую олимпийскую медаль.
На чемпионате мира 1995 года в японской Тибе и на домашнем первенстве Европы в Бирмингеме Рендл удостоилась бронзовых наград, тогда как на европейском чемпионате следующего сезона в Гааге взяла верх на всеми оппонентками и завоевала золото. Будучи в числе лидеров британской национальной сборной, благополучно прошла квалификацию на Олимпийские игры 1996 года в Атланте, однако на сей раз выбыла из борьбы за медали уже в стартовом матче на стадии 1/16 финала.
После атлантской Олимпиады Шэрон Рендл ещё в течение некоторого времени оставалась в основном составе дзюдоистской команды Великобритании и продолжала принимать участие в крупнейших международных турнирах. Так, в 1997 году она одержала победу на международных турнирах в Бельгии и Германии, стала второй на турнире категории «Б» в Минске, заняла седьмое место на этапе Кубка мира в Нидерландах. Вскоре по окончании этих соревнований приняла решение завершить карьеру профессиональной спортсменки, уступив место в сборной молодым британским дзюдоисткам. За выдающиеся спортивные достижения награждена Орденом Британской империи.
Впоследствии работала тренером по дзюдо, в частности тренировала юниорок в национальной сборной Австралии.